# Voorgoed
Voorgoed is een Nederlandse benefietsingle uit 1998 die werd opgenomen om geld in te zamelen voor War Child.
Bart de Graaff was de initiatiefnemer. 
Deze gelegenheidsformatie staat bekend als BNN & Friends voor Warchild.
De melodie is van Goodnight Saigon en de tekst gaat over kinderen in oorlogsgebieden. 

## Meewerkende artiesten
- De Kast
- 2 Brothers On The 4th Floor
- Fleurine
- Guus Meeuwis
- Ellen ten Damme
- Laura Fygi
- Hans Vandenburg
- Nance
- Edsilia Rombley
- Supertroopers
- De Heideroosjes
- Jantje Smit
- De Raggende Manne
- Herman Brood
- Marco Borsato
- Nilsson
- Bart de Graaff
- Eddy Zoëy
- Laura Vlasblom